# 중동부주
중동부주(中東部州, 프랑스어: Centre-Est 상트레스트[*])는 부르키나파소 남동부에 위치한 주로 주도는 텐코도고이며 면적은 11,811km2, 인구는 1,132,023명(2006년 기준)이다. 서쪽으로는 중남부주, 북서쪽으로는 플라토상트랄주, 북쪽으로는 중북부주와 접하며 남쪽으로는 토고, 가나와 국경을 접한다. 3개 현(불구현, 쿨펠로고현, 쿠리텡가현)을 관할한다.